# Aleurocanthus marudamalaiensis
Aleurocanthus marudamalaiensis là một loài côn trùng cánh nửa trong họ Aleyrodidae, phân họ Aleyrodinae.
Aleurocanthus marudamalaiensis được David & Subramanium miêu tả khoa học đầu tiên năm 1976.